# Styl promienisty

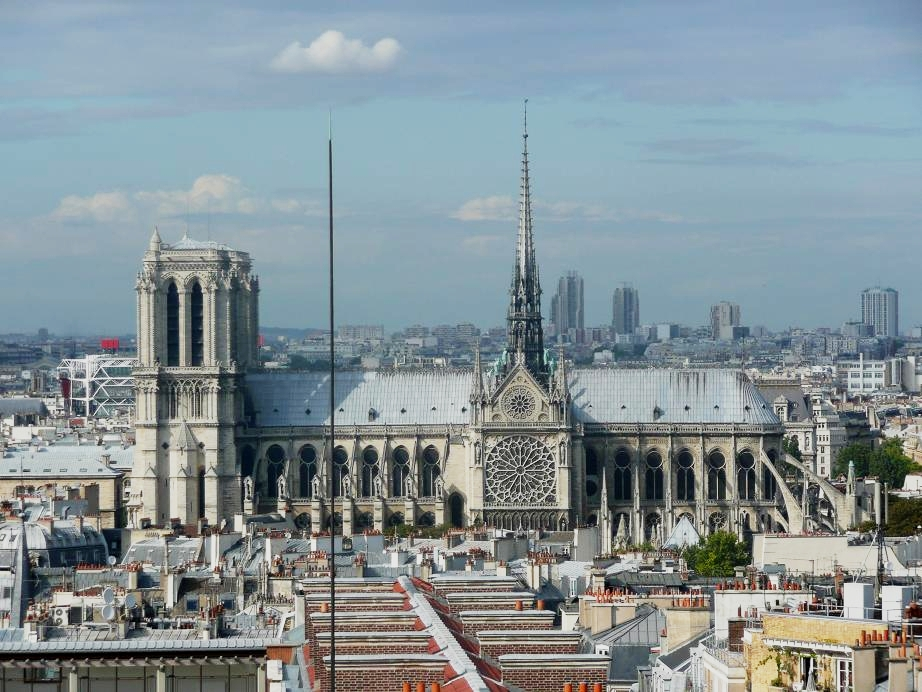
Widok na katedrę Notre-Dame w Paryżu od strony południowej. Widoczny transept z rozetą.

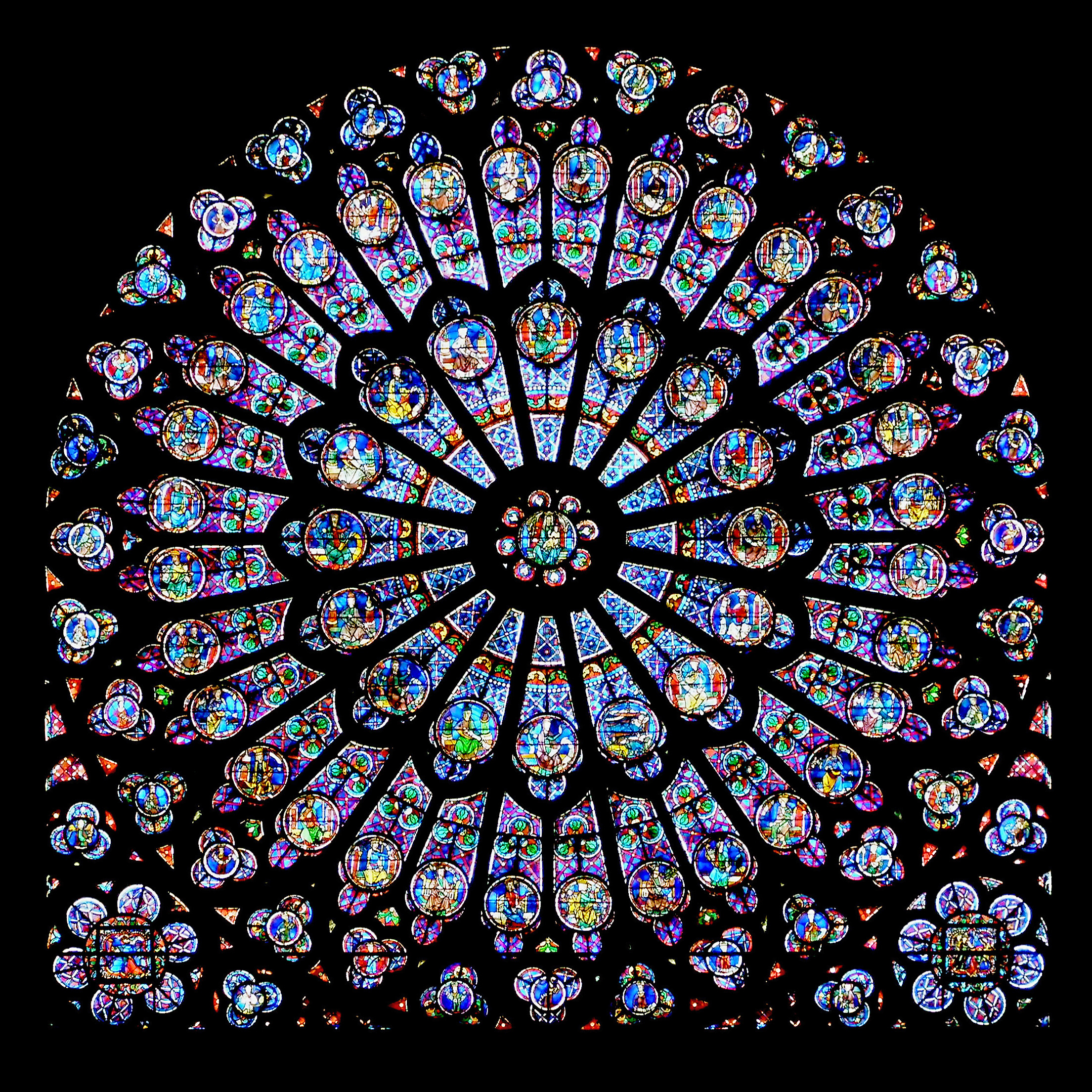
Przykład stylu rayonnant. Rozeta północnego transeptu katedry Notre-Dame w Paryżu.

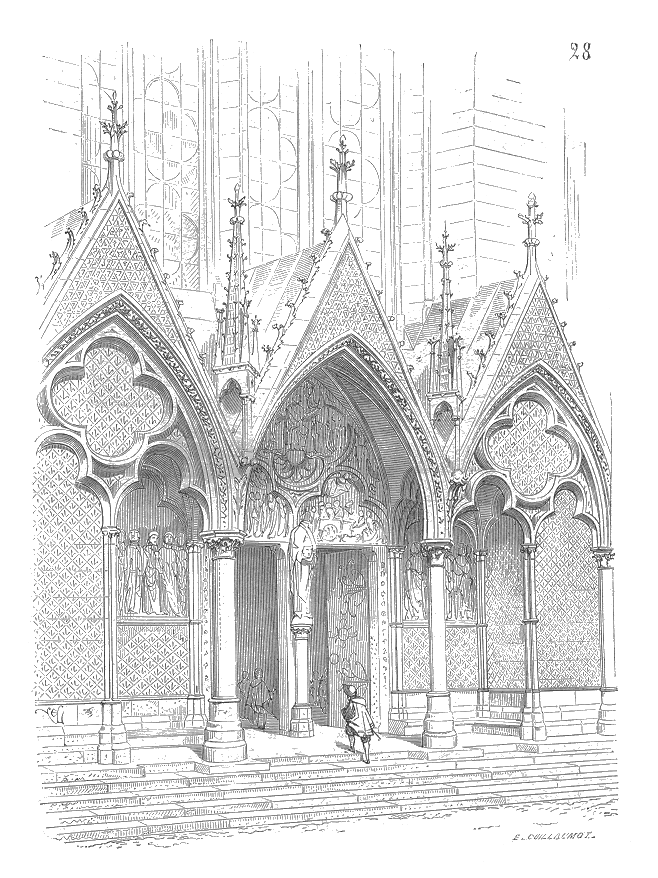
Rekonstrukcja portyku fasady zachodniej St Nicaise, Reims

Styl promienisty (fr. rayonnant) lub gotyk promienisty – pojęcie określające fazę gotyku dojrzałego we Francji. Zjawisko to miało miejsce w latach około 1240-1350 i objęło przede wszystkim architekturę (zwłaszcza katedr), niemniej cechy charakterystyczne dla rayonnant są obecne także w malarstwie i rzemiośle artystycznym XIII i XIV w. Styl promienisty jest kulminacją dojrzałego gotyku. 
Rayonnant charakteryzuje się przemianami w strukturze architektury katedralnej, polegającymi na konsekwentnym dążeniu do maksymalnej redukcji murów na rzecz okien. O ile diafaniczność jest już czytelna we wcześniejszych dziełach, m.in. katedra w Chartres lub katedry w Amiens (gł. część nawowa), o tyle styl promienisty charakteryzuje się najbardziej możliwym zanikiem murów i powtarzaniem wybranych motywów w różnorodnych skalach, zwłaszcza dekoracji maswerkowej. Po połowie XIV stulecia styl promienisty stopniowo przekształcał się w późnogotycki styl zwanym gotykiem płomienistym, flamboyant, jednakże wciąż nie da się precyzyjnie określić przełomu pomiędzy obydwoma stylami.

## Pojęcie stylu rayonnant
Nazwa rayonnant wywodzi się z próby określenia tego zjawiska artystycznego przez XIX-wiecznych francuskich historyków sztuki. Spośród grona badaczy wyróżniają się Henri Focillon i Ferdinand de Lasteyrie. Celem badań było to skategoryzowanie poszczególnych zjawisk w architekturze gotyckiej opierając się na analizie dekoracji maswerkowej okien i rozet. Choć badania te poddawane są obecnie krytyce, pojęcia stylów rayonnant i flamboyant są wciąż akceptowane przez historię sztuki. W periodyzacji gotyku francuskiego istniało także pojęcie gotyku lancetowatego, które jednak mieści się w kategoriach stylu gotyku dojrzałego. Na tejże bazie, Focillon i badacze z nim związani określili nazwę stylu jako rayonnant (co tłumacząc z języka francuskiego oznacza „promieniujący”), odwołując się do promienistego układu maswerków w rozetach, który był charakterystyczny dla okresu. Niektóre źródła błędnie definiują pojęcie stylu rayonnant, myląc układ maswerków z promienistym układem przęseł ambitu i kaplic, ponieważ taki układ był powszechnie już znany od XI stulecia w okresie romanizmu. Przykładami są m.in. opactwo w Cluny oraz katedra w Santiago de Compostela. 

## Pochodzenie i rozwój stylu
Sprawa genezy stylu promienistego jest dyskusyjna. Niektóre podstawy nowego stylu można odnaleźć w architekturze kościoła dawnego opactwa Cystersów we francuskim Royaumont (pocz bud. 1228, obecnie w stanie ruiny) oraz w opackim kościele St Nicaise, w Reims, którego elementy architektoniczne miały mieć silny wpływ na styl promienisty. Budowę tego opactwa rozpoczęto w 1231 roku. Świątynia została poważnie zniszczona podczas rewolucji francuskiej, jednakże zachowały się w dobrym stanie źródła ikonograficzne, zwł. grafiki z XVIII wieku. Autor tych grafik, architekt Hugues de Libergier, utrwalił zasadnicze podstawy dekoracji architektonicznej w celu stworzenia nowej własnej wizji estetycznej. Zachodnią fasadę kościoła St Nicaise poprzedzał portyk z ostrołukowymi arkadami zwieńczonymi trójkątnymi szczytami z dekoracją maswerkową w formie stylizowanego czwórliścia, żabkami, kwiatonami na zwieńczeniach. Pomiędzy szczytami smukłe pinakle. Pośrodku znajdował się portal o wyszukanej dekoracji rzeźbiarskiej. Ryciny i projekty Libergiera, inspirowane wczesnym stylem rayonnant, pokazywały wizję zgoła inną niż rzeczywisty wygląd pierwszych gotyckich katedr, które charakteryzuje klarowny podział na trzy pionowe osie. W rzeczywistości inspirowały architekta najstarsze przegrody chórowe czy też bardziej rozwinięte rozwiązania architektury fasady katedralnej, np. fasada katedry w Reims. Liczne elementy architektury fasady kościoła St Nicaise zostały przejęte przez gotyckich budowniczych i architektów, rozpoznawane są m.in. w portalu północnego transeptu paryskiej katedry Notre-Dame czy też w rozwiązaniu zwieńczeń zewnętrznych elewacji Sainte-Chapelle.

## Ogólna charakterystyka stylu promienistego

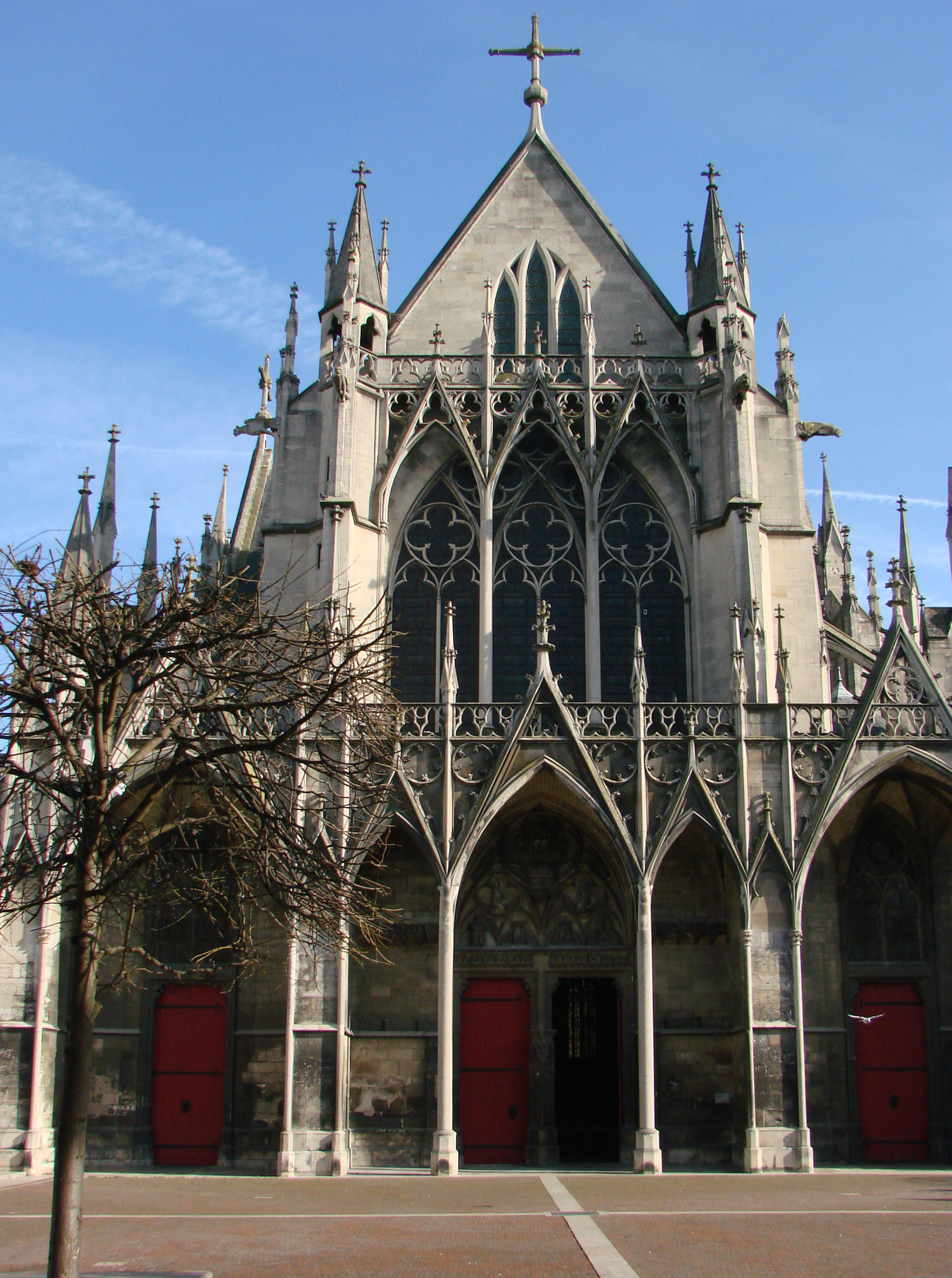
Fasada kościoła St Urbain, Troyes.

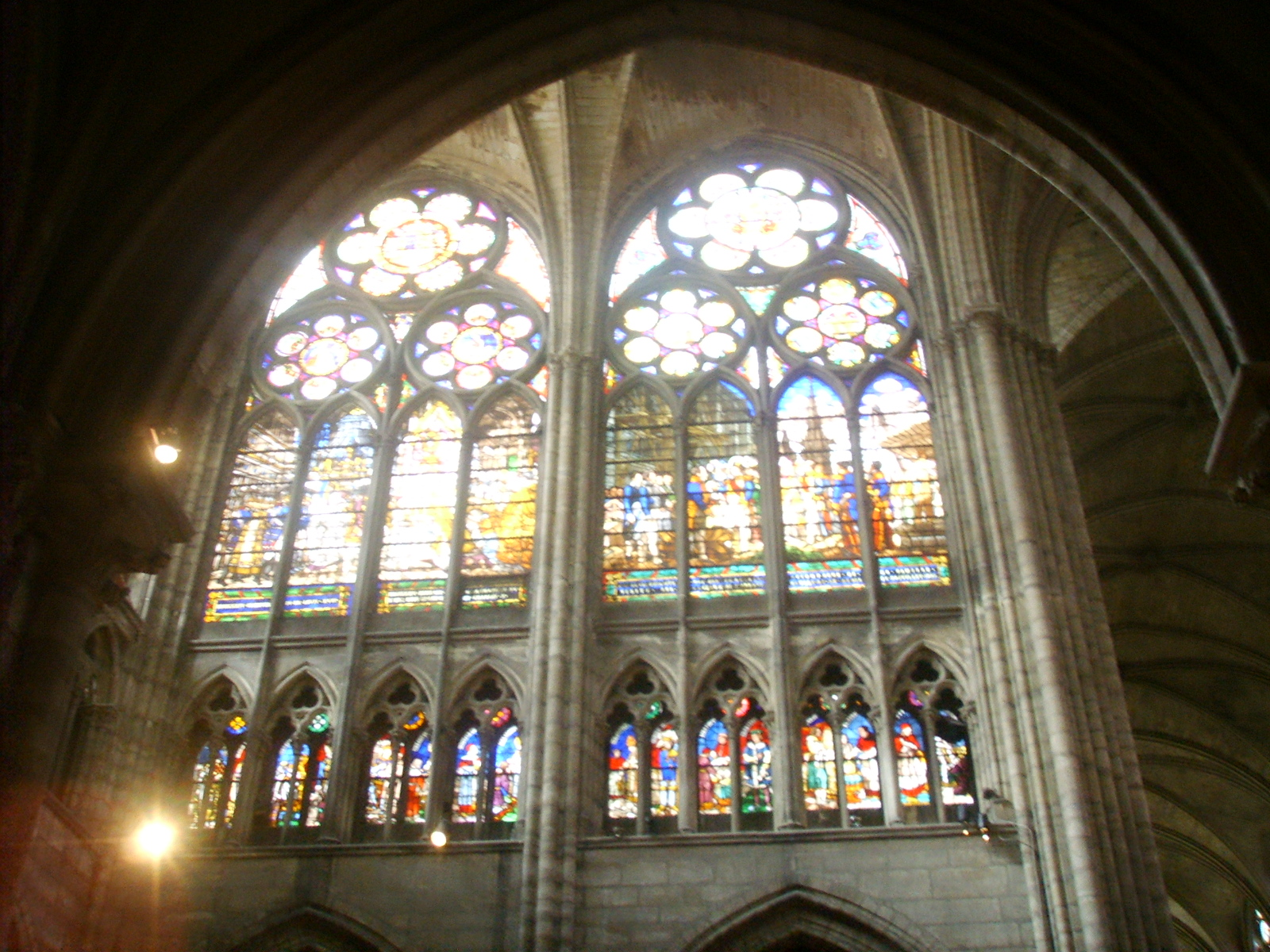
Bazylika St Denis w Paryżu. Widok wnętrza nawy głównej. widoczne triforia i okna nawy głównej (częściowo zrekonstruowane w XIX wieku)

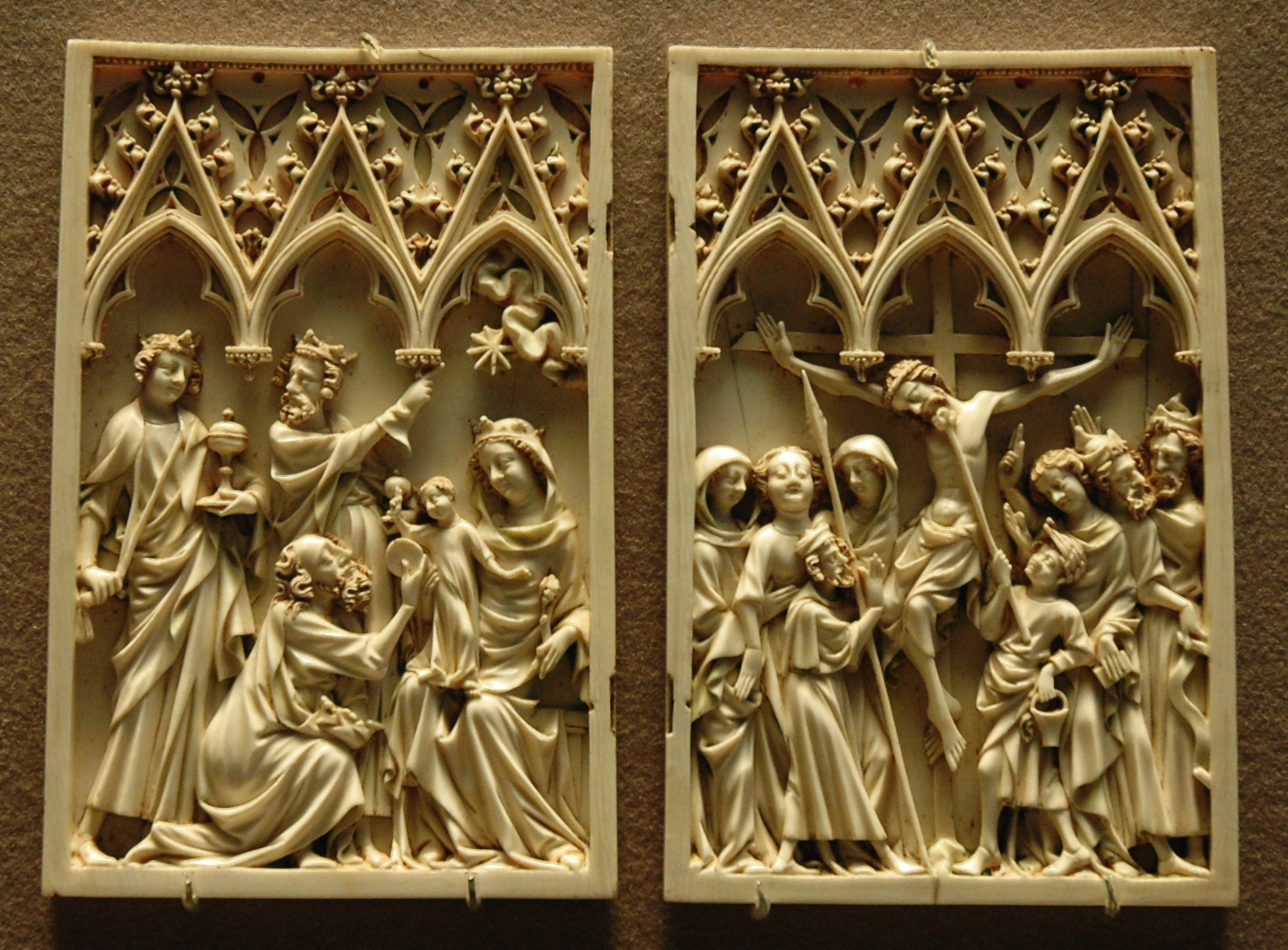
Gotycki dyptyk z kości słoniowej. Warsztat paryski ok. 1350 r. Widoczne elementy architektoniczne powstałe pod wpływem stylu promienistego

Podczas gdy wszystkie fazy gotyckiej architektury katedralnej dotyczyły stopniowego poszukiwania diafaniczności, polegającej na redukcji ścian na rzecz jak najlepszego oświetlenia wnętrza świątyni, styl rayonnant jest ich apogeum, w którym struktura architektoniczna jest skrajnie daleko diafaniczna. Przezroczystość polega tu na maksymalnym przepruciu ścian oknami i uzewnętrznieniu elementów konstrukcyjnych, które jednocześnie budują estetykę i ideę gotyckiej katedry. Trafnym przykładem jest paryska Sainte-Chapelle i dzieła ją naśladujące. Inny wariant przezroczystości konstrukcji prezentują katedra w Strasburgu czy kościół św. Urbana w Troyes (Aube), gdzie mury lateralne poprzedza delikatna ażurowa dekoracja architektoniczna. 
Dążenie do przezroczystości konstrukcji wiązało się z rozwojem malarstwa witrażowego. Bogactwo barw i wyszukana treść witraży tworzyły treści ideowe, złożone programy ikonograficzne, które bazowały na ówczesnej teologii. Rzadziej dekorowano powierzchnie okienne pojedynczymi kwaterami witraży. Dominantę stanowiła część środkowa, pozostałe części pozostawiano neutralne albo wypełniano witrażami malowanymi en grisaille. 
Przemiany wielkości i formy okien, które są najczęściej wymienianą cechą stylu rayonnant, przyniosły konsekwencje w zmianie formy maswerków. Dawne maswerki "płytowe", które powstawały z przeprucia płaskich powierzchni kamiennych, zostały zastąpione profilowanymi maswerkami o delikatnie uformowanych ościeżach, zwłaszcza od strony zewnętrznej, przez co budowały silny modelunek światłocieniowy, a co za tym idzie – plastyczność kamienia. Lekkość maswerku nowego typu przyczyniła się do radykalnych zmian w estetyce architektury gotyku katedralnego. Wraz z witrażami tworzyły bardziej spójną całość. Po raz pierwszy użyto nowego typu maswerku podczas wzniesienia ciągów okien nawy główniej katedry w Reims. Taka forma maswerku szybko upowszechniła się na terenie Europy i używano jej nie tylko w oknach, lecz także na kamiennych powierzchniach.
Innowacją stylu rayonnant było przekształcenia strefy triforiów – wąskiego przejścia, oddzielającego arkady międzynawowe od okien nawy głównej. Przemiana polegała na przeszkleniu zewnętrznych okien triforiów, przez co wnętrze nawy głównej, transeptu i prezbiterium otrzymało dodatkowe źródło światła, co jest zgodne z gotycką diafanicznością. Wcześniej strefa triforiów była od strony zewnętrznej zamurowana. Po raz pierwszy przeszklono arkady triforiów około 1230 roku w nawie głównej kościoła opackiego St Denis pod Paryżem. Ponadto strefa triforiów została mocniej zintegrowana ze strefą okienną dzięki podziałom pionowym maswerków.

## Znaczenie stylu promienistego
Styl promienisty wywarł szeroki wpływ na kształt architektury gotyckiej. Zasadnicze cechy stylu rayonnant zostały przejęte przez architektów działających wówczas na terenie Anglii, czego najlepszym przykładem jest rozbudowa londyńskiego opactwa westminsterskiego z kościołem (fundacja króla Henryka III, który był obecny podczas poświęcenia kościoła przez Ludwika IX Świętej Kaplicy). W znacznym stopniu architektura opactwa Westminsterskiego jest syntezą dwóch tendencji stylowych w sztuce dojrzałego gotyku francuskiego stylu promienistego z angielskim gotykiem dekoracyjnym. Styl rayonnant wywarł silny wpływ na gotycką architekturę katedralną na terenie Świętego Cesarstwa Rzymskiego, czego dowodem są przede wszystkim korpus nawowy i fasada zachodnia katedry we Strassburgu oraz prezbiterium katedry w Kolonii i wieniec kaplic we wschodniej części katedry Św. Wita w Pradze.
Bogata i wyszukane dekoracja o formach stricte architektonicznych (maswerki, ślepe maswerki, szczyty, fiale) została wkrótce przejęta przez inne sztuki plastyczne. Dotyczy to przede wszystkim sztuki sakralnej, a zwłaszcza rzeźby architektonicznej (np. portale, nagrobki władców lub kościelnych hierarchów, ambony, sakramentaria itp.). Pewne motywy architektoniczne stosowano we wczesnych retabulach ołtarzowych i przede wszystkim w niewielkich ołtarzykach przenośnych wykonywanych z kości słoniowej. Niewielkie przenośne dzieła sztuki, takie jak liturgiczne utensilia, relikwiarze i dzieła związane z Eucharystią w XIV wieku były dekorowane często formami architektonicznymi, tworzącymi oprawę dla przedstawień rzeźbiarskich lub malarskich. 
Styl promienisty charakteryzował się łatwością przystosowania jego elementów oraz silnym promieniowaniem na sztukę gotycką. Motywy typowe dla rayonnant rozprzestrzeniły się w całej Europie zachodniej na przełomie XIII i XIV stulecia. We Francji miało miejsce stopniowe przejście stylu z rayonnant do flamboyant. Oznaczało się przede wszystkim pojawianiem płynnych, dynamicznych i esoidalnych form w dekoracji maswerkowej, przypominających często stylizowane języki ognia (stąd pojęcie stylu płomienistego). Chociaż czas, kiedy rozwinął się styl promienisty, był burzliwy w dziejach Królestwa Francji i Europy Zachodniej (czarna śmierć, wojna stuletnia), co mogło uniemożliwić szerszą działalność budowlaną, de facto nie utrudniło jednak rozwoju, upowszechniania i rozpowszechniania się rayonnant aż do połowy XIV w.

## Galeria

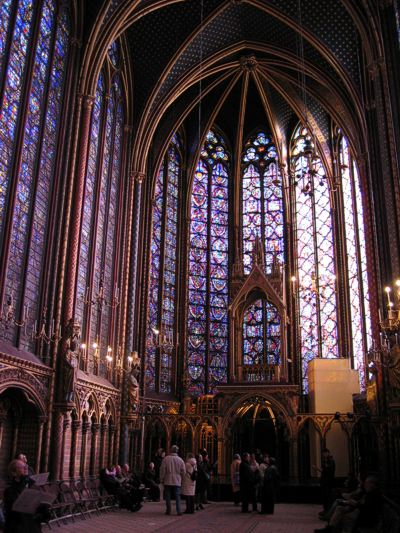
Wnętrze paryskiej Sainte-Chapelle
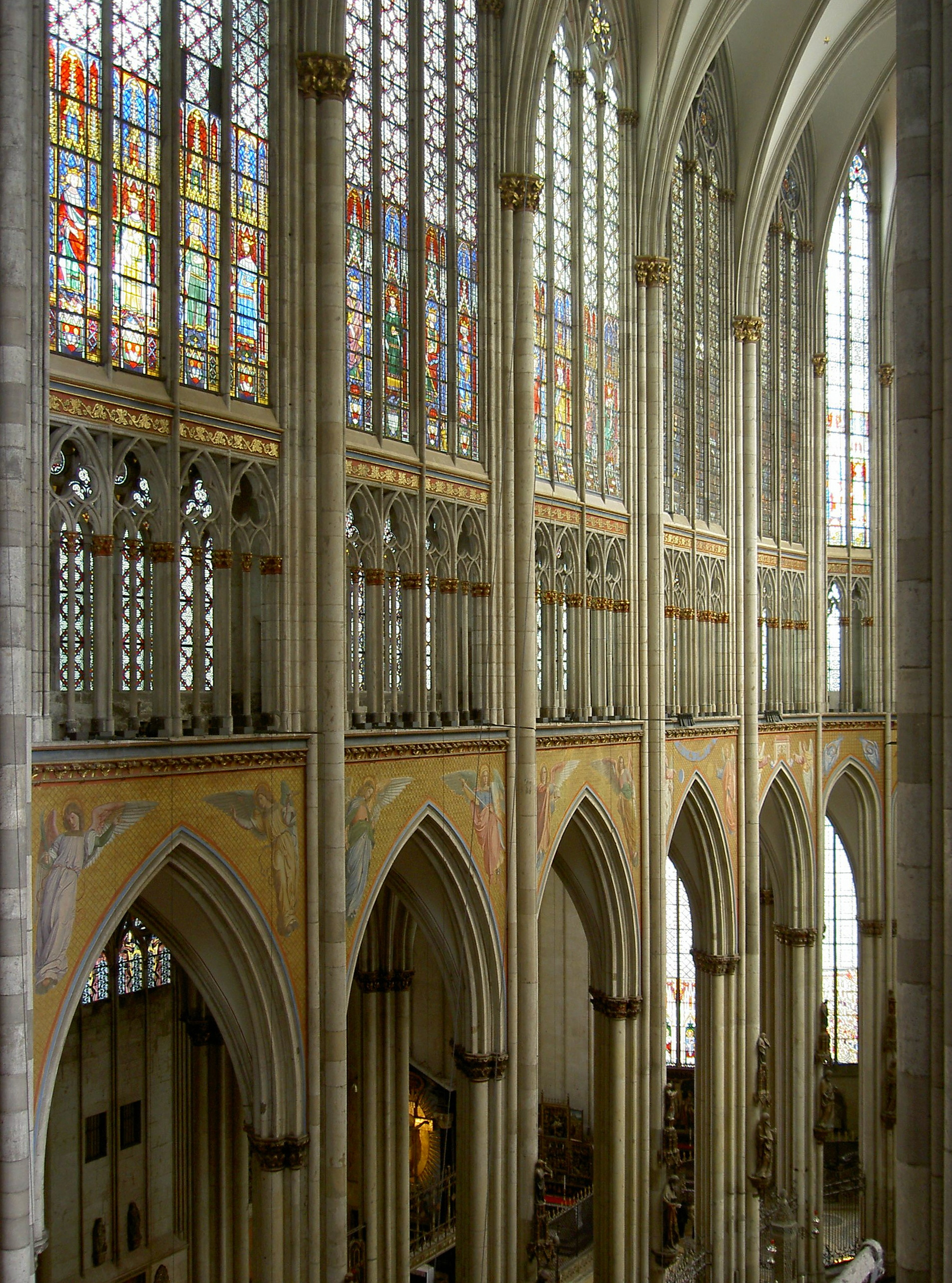
Fragment wnętrza prezbiterium katedry w Kolonii
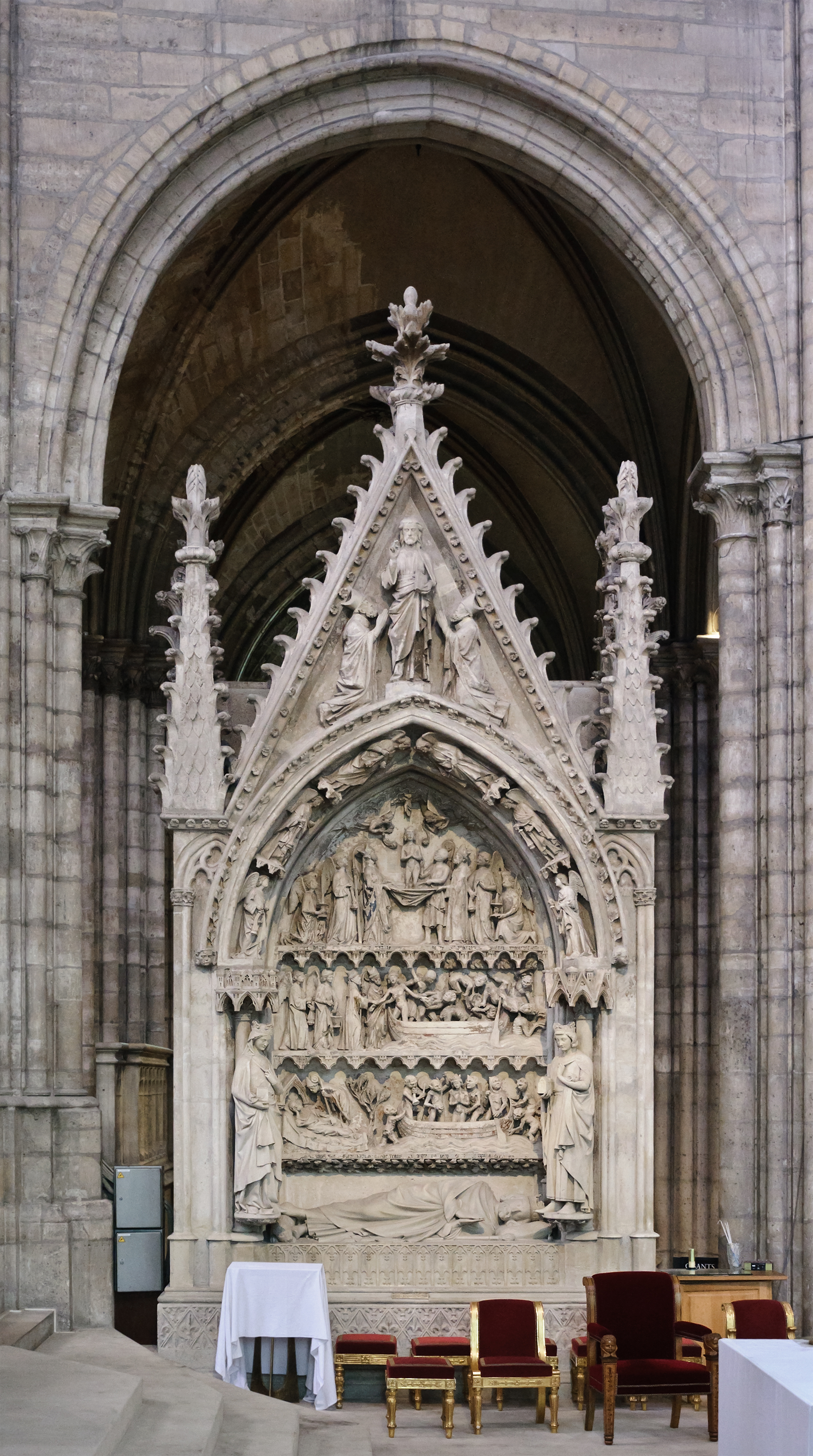
Nagrobek Dagoberta I z ok. 1260 r. Bazylika St Denis w Paryżu
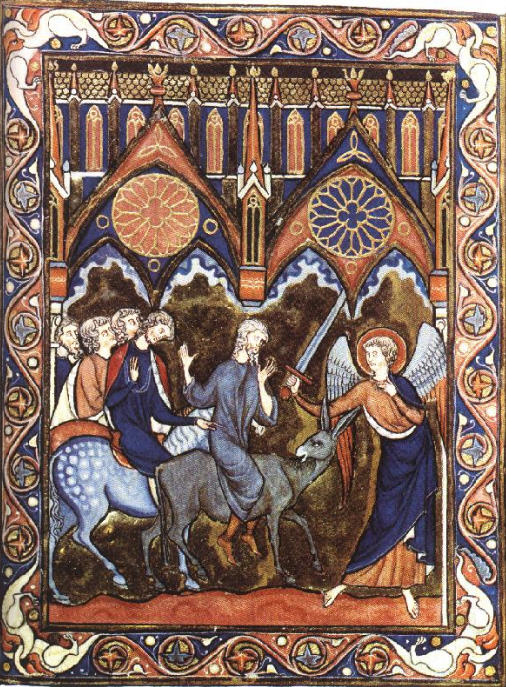
Miniatura z Psałterza św. Ludwika, 1252-1270 r.